# Lobith
Lobith est un village de la province néerlandaise de Gueldre. Il est situé dans la commune de Zevenaar. Traditionnellement, il est dit que le Rhin entre dans les Pays-Bas à Lobith, ce qui était vrai un jour, mais ne l'est plus aujourd'hui. Depuis une modification artificielle du cours du Rhin, il entre sur le territoire des Pays-Bas, près de Spijk, à quelque 4 km en amont.

## Histoire
La poterne donnant sur la rivière, située au 36 Dorpsdijk, est le seul vestige de l'ancien hôtel à péage fortifié, Tolhuis.
Lobith faisait partie de la municipalité prussienne d'Elten. Le 1er mars 1817, la zone fut transférée aux Pays-Bas, puis une municipalité provisoire fut établie avec un maire, mais sans mairie ni conseil. Ceci en prévision de la division de la région en communes. Le 1er janvier 1818, la municipalité de Herwen en Aerdt a été formée à partir de la municipalité de Lobith et d'une partie de la municipalité de Herwen.

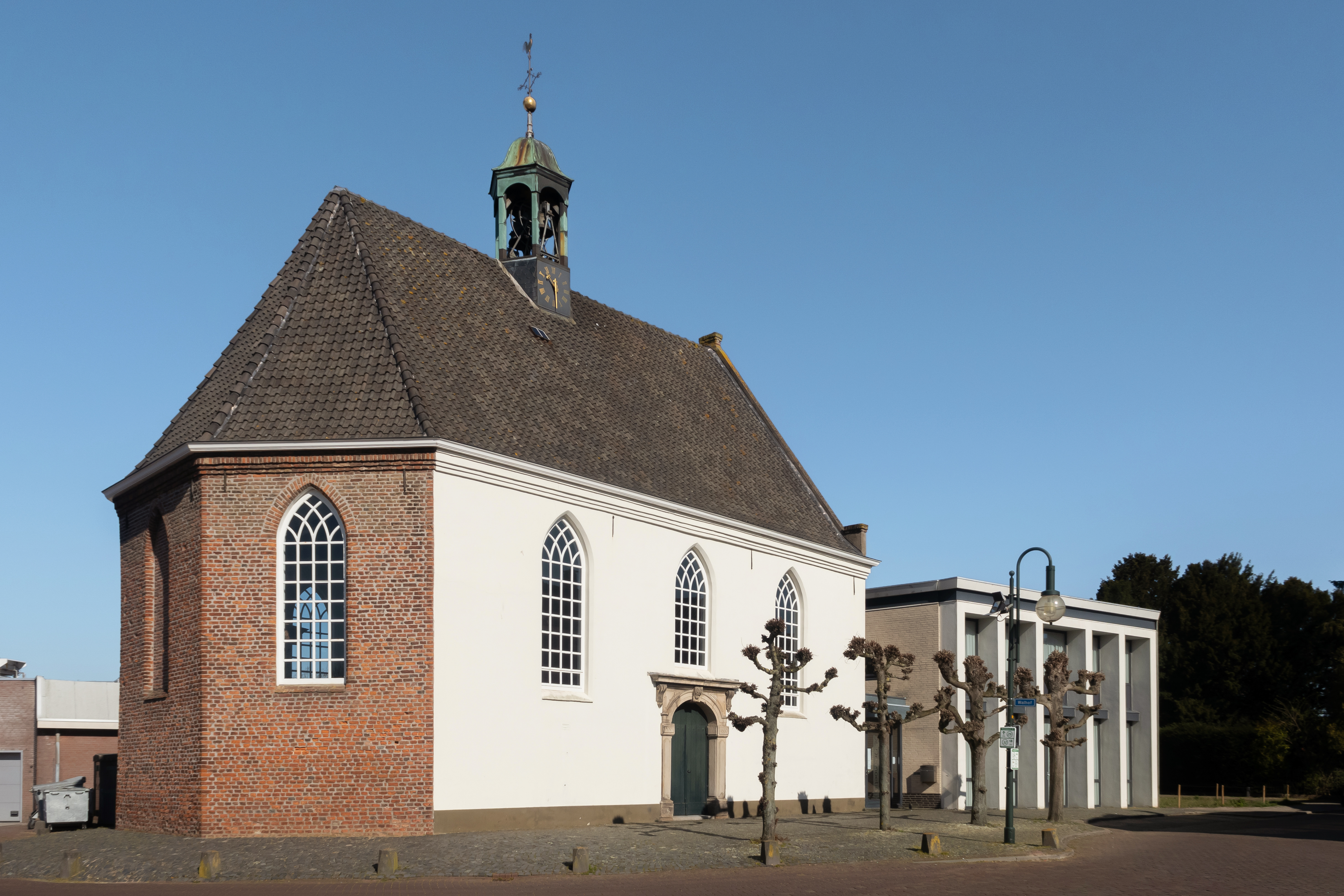
L'église protestante

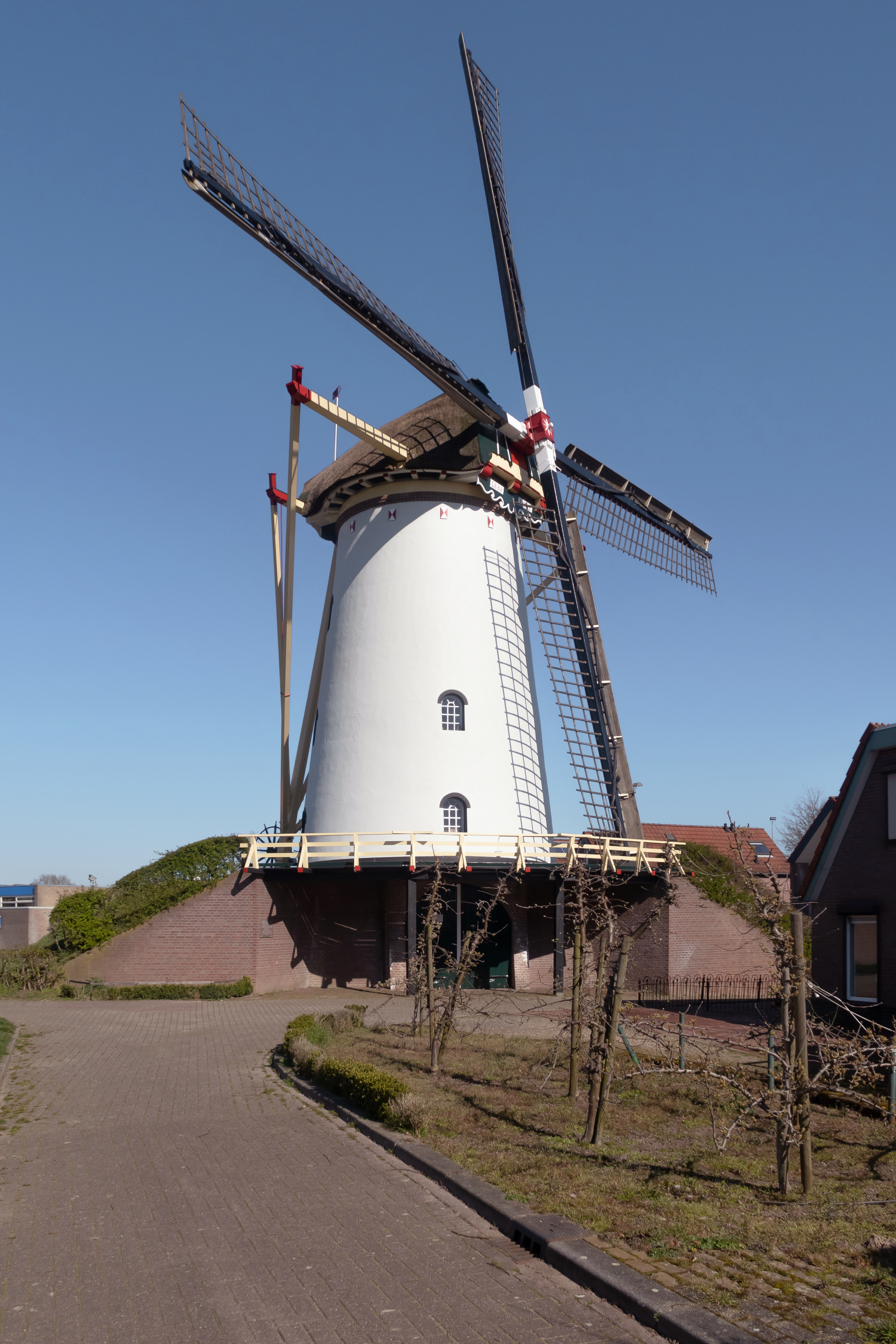
Le moulin à grain Tolhuys classé rijkmonument

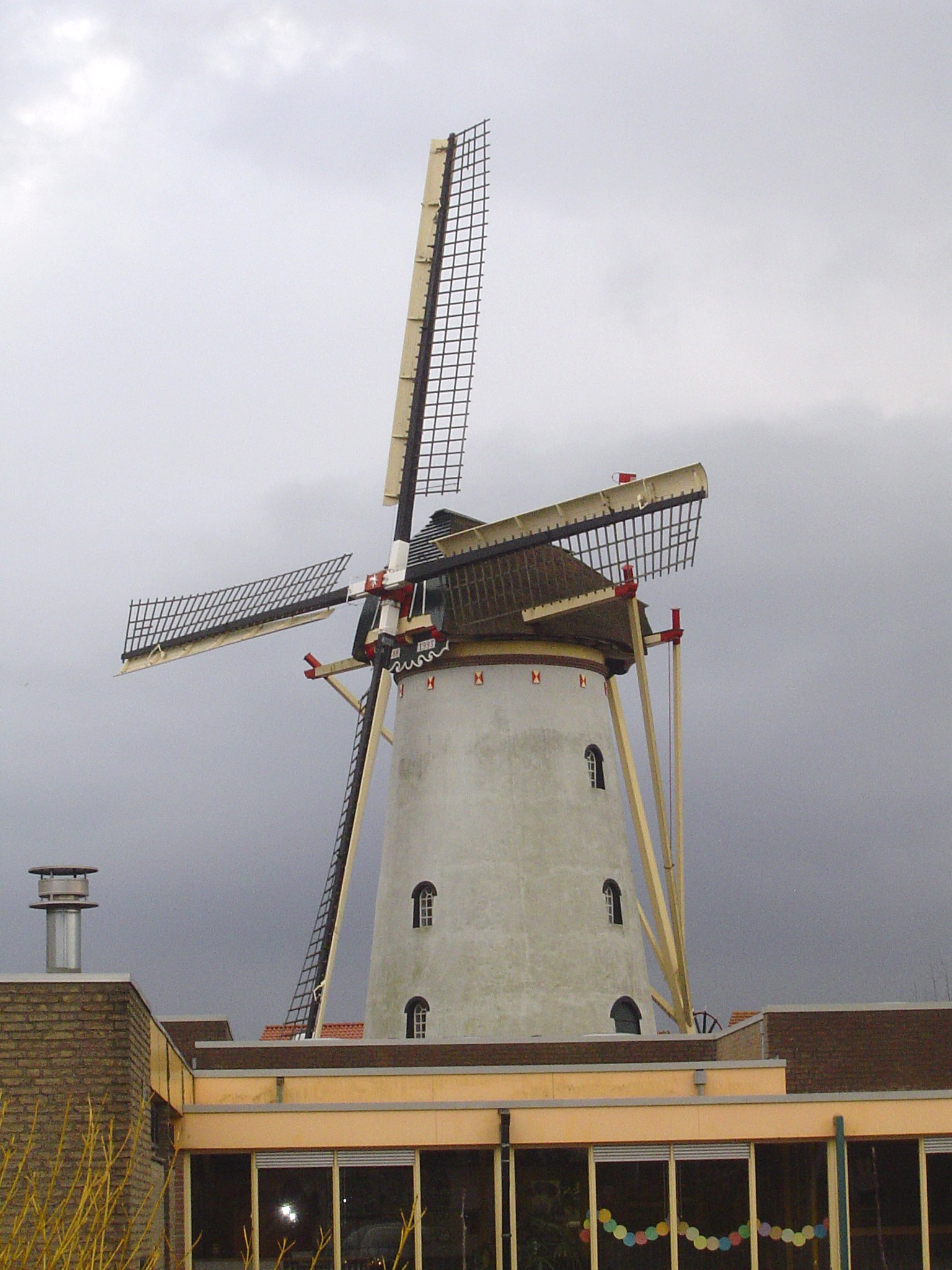
Moulin à blé

Lobith a été une commune indépendante pendant une courte période entre le 1er mars 1817 et le  1er janvier 1818 date à laquelle elle devient une partie de Herwen en Aerdt.

## Personnalités liées à la commune
Le coureur cycliste Servais Knaven est originaire de Lobith.

### Sources
- (en) Cet article est partiellement ou en totalité issu de l’article de Wikipédia en anglais intitulé « Lobith » (voir la liste des auteurs).